# Rukomet na OI 2000.
Rukomet na Olimpijskim igrama u Sydneyu 2000. uključivao je natjecanja u muškoj i ženskoj konkurenciji.

## Osvajači medalja

### Muški
| Zlato | Srebro | Bronca |
| --- | --- | --- |
| Rusija Andrej Lavrov Dmitrij Filippov Vjačeslav Gorpičin Oleg Hodkov Eduard Kokšarov Vasilij Kudinov Stanislav Kulinčenko Dmitrij Kuzeljev Denis Krivošlykov Igor Lavrov Sergej Pogorelov Pavel Sukossjan Dmitrij Torgovanov Aljaksandr Tučkin Lev Voronin | Švedska Magnus Andersson Ola Lindgren Tomas Svensson Pierre Thorsson Magnus Wislander Martin Boquist Martin Frandesjö Mathias Franzen Peter Gentzel Andreas Larsson Stefan Löfgren Ljubomir Vranjes Staffan Olsson Johan Pettersson Thomas Sivertsson | Španjolska Talant Dujšebajev Mateo Garralda Rafael Guijosa Demetrio Lozano Jordi Nunez Juan Pérez Iñaki Urdangarin Alberto Urdiales David Barrufet Enric Masip Borras |

### Žene
| Zlato | Srebro | Bronca |
| --- | --- | --- |
| Danska Lene Rantala Camilla Andersen Tina Böttzau Janne Kolling Tonje Kjærgård Karen Brødsgaard Katrine Fruelund Maja Grønbæk Christina Hansen Anette Hoffmann Lotte Kjærskou Karin Mortensen Anja Nielsen Rikke Petersen Mette Vestergaard | Mađarska Andrea Farkas Tamasné Zsembery Ildikó Pádár Anikó Nagy Rita Déli Bojana Radulovics Krisztina Pigniczki Agnes Farkas Anikó Kántor Beáta Siti Beatrix Kökény Katalin Pálinger Dóra Lőwy Anita Kulcsár Beatrix Balogh | Norveška Kristine Duvholt Trine Haltvik Heidi Tjugum Susann Goksør-Bjerkrheim Ann Cathrin Eriksen Kjersti Grini Elisabeth Hilmo Mia Hundvin Tonje Larsen Cecilie Leganger Jeanette Nilsen Marianne Rokne Brigitte Sættem Monica Sandve Else-Marthe Sørlie |